# Девід Фаррагут
Девід Фаррагут (англ. David Farragut; 5 липня 1801, Кемпбелл-Стейшн, Теннессі — 14 серпня 1870, Портсмут, Нью-Гемпшир) — американський воєначальник, флотоводець, адмірал ВМС США. Учасник англо-американської, американо-мексиканської та Американської громадянської війн. Перший в історії американського флоту контрадмірал, віце-адмірал та повний адмірал ВМС.

## Біографія

### Юні роки
Девід Глазго Фаррагут народився 5 липня 1801 року у Феррі Лоу, Кемпбелл-Стейшн, на річці Холстон, неподалік від Ноксвілла, у штаті Теннессі (при народженні був названий Джеймсом), у батьків Джорджа Фаррагута і його дружини Елізабет. Батьки померли, коли Джеймс був маленькою дитиною, тому в 1808 році його усиновив морський офіцер Девід Портер, на честь якого у 1812 році Джеймс прийняв ім'я Девід, з яким він вперше вийшов у море наприкінці 1810 року. Девід Фаррагут виріс у родині Портера, яка виховала багато моряків, серед яких були Девід Діксон Портер і Вільям Девід Портер.

### Служба на флоті
17 грудня 1810 року, у віці 9 років хлопчик розпочав морську службу мічманом на борту канонерського човна під заступництвом свого названого батька. Деякий час Девід Глазго навчався в школі, чекаючи виходу в море. У 1811 році він вступив на корвет «Ессекс», яким командував Портер. Після початку війни з Великою Британією в 1812—1813 роках «Ессекс» захопив кілька призів в Атлантиці і на Тихому океані. 13 серпня 1813 року Д.Фаррагут взяв участь у захопленні британського шлюпа «Алерт». Потім брав участь у заснуванні першої військово-морської бази США на Тихому океані, Форт Медісон. У 1813 році діяв у ході кампанії Нуку Ніва на Маркізькі острови. 28 березня 1814 року, у віці 12 років, англійський фрегат атакував на рейді Вальпараїсо корвет, на якому служив Фаррагут, який після 2-годинного бою спустив прапор. Це був найкривавіший бій за все життя Фаррагута.
Після повернення з полону, він поступив на навчання до школи, пізніше ходив у море на кораблях, які діяли в Середземному морі. 1822 році отримав звання лейтенанта. Брав участь в антипіратських походах американського флоту у Вест-Індії. У 1824 році Фаррагут став капітаном корабля, шхуни «Феррет». Служив у москітному флоті, об'єднанні бойових кораблів, які протистояли піратам у Карибському морі.
У 1825 році Фаррагут ходив на Середземне море на фрегаті «Брендівайн», яким відвозили до Франції Марі Жозефа де Лафаєта. Два роки потім він навчався в Єльському коледжі. У 1828 році став командиром корвета, який крейсував біля берегів Бразилії. У 1832—1834 роках знову ходив біля берегів Північної Америки і Бразилії. У 1838 році його призначили командиром шлюпа «Єрі». Спостерігаючи за діями французької ескадри у війні з Мексикою, Фаррагут представив вищому командуванню докладний звіт про те, що побачив. Зокрема, він наголосив на важливості пароплавів і ефективність дій розривних снарядів, вказував на переваги французького кораблебудування.
Незабаром він вирушив в море на кораблі «Делавер», у вересні 1841 року був підвищений у капітани 2-го рангу, в 1842 році став командиром корвета «Декейтер». У квітні 1844 року його призначили старшим офіцером 120-гарматного корабля «Пенсильванія», але незабаром перевели на берегову службу в порт. Перед початком і під час війни з Мексикою він просив відрядити його в Мексиканську затоку, з якою Фаррагут був добре знайомий по попередній службі, але марно. Тільки в лютому 1847 року через рік після початку війни, Фаррагута призначили командиром шлюпа «Саратога». 29 березня 1947 року корабель вийшов до берегів Мексики, куди прибув 26 квітня і доповів командиру ескадри коммодору М. Перрі. До 12 липня шлюп Фаррагута виконував завдання з блокади Тукспана. Однак флот не брав участі в бойових діях, і капітан 2-го рангу, який захворів на хворобу, яка перебігала з гарячкою, повернувся до Флориди в США. Через два роки моряка викликали до Вашингтона, де він півтора року працював над складанням морського артилерійського статуту і слухав лекції в Смітсонівському інституті.
1853 року військово-морський міністр Дж. Доббін своїм розпорядженням уповноважив коммандера Фаррагута очолити розробку та створення Mare Island Naval Shipyard, першої американської військово-морської бази на тихоокеанському узбережжі в затоці Сан-Пабло, поблизу Сан-Франциско. У серпні 1854 року його викликали до Вашингтона для призначення на посаду помічника інспектора з озброєння флоту в Норфолку, Вірджинія.
16 липня 1858 року коммандер Фаррагут відкрив базу Мері Айленд.

### Громадянська війна
У квітні 1861 року розпочалася блокада форту Самтер, у країні почалася Громадянська війна. Фаррагут, який відкрито підтримував президента А. Лінкольна, який оголосив мобілізацію проти сепаратистів-конфедератів, відчуваючи загрозу подій, які наближаються, напередодні конфлікту був змушений пробиратися із сім'єю з Норфолку на північ до невеликого міста Гастінгс-он-Гадсон. Однак у Нью-Йорку офіцеру з Півдня не надто довіряли. Його призначили в комісію по звільненню непридатних до служби офіцерів.
Тільки завдяки сприянню з боку зведеного брата, Д. Портера Фаррагуту довірили взяти участь у морській операції з блокади конфедератських штатів Півдня. 3 лютого 1862 року йому довірили очолити Західну блокадну ескадру, яка нараховувала 17 бойових кораблів. Флагманським кораблем став 25-гарматний шлюп «Гартфорд». На початку квітня 1862 року ескадра, яка мала понад 100 важких гармат на борту та 700 матросів, зосередилася навпроти гирла Міссісіпі, неподалік від конфедеративних фортів Сен-Філіп та Джексон.
18 квітня розпочалася битва, в ході якої Фаррагут намагався прорватися крізь систему оборони фортів далі по течії річки до Нового Орлеану. Протягом десяти діб тривали бої, в ході яких федеральний флот під командуванням Фаррагута зміг прорватися повз розташованих на її берегах фортів Сен-Філіп та Джексон і, завдавши поразки річковій флотилії конфедератів піднятися по річці Міссісіпі, вийти на підступи до Нового Орлеана. 29 квітня 1862 року місто здалося федеральним силам США. Зі взяттям Нового Орлеана, сіверяни позбавили жителів Півдня одного з небагатьох їхніх промислових центрів, і крім того — найбільшого порту Конфедерації в Мексиканській затоці. Плани щодо створення конфедеративного морського флоту були повністю зірвані; недобудовані казематні панцерники «Луїзіана» і «Міссісіпі» в результаті боїв були знищені самими конфедератами, щоб уникнути захоплення, єдиний вцілілий «Манассас» затонув у сутичці. Військові сили США здобули надійний опорний пункт у Луїзіані, і тепер спромоглися значно посилити блокаду портів конфедератів, які залишилися в Мексиканській затоці.
16 липня 1862 року за перемогу у стратегічній битві, вміле керівництво підпорядкованими силами і особисту мужність Конгрес США вперше в історії присвоїв Фаррагуту звання контр-адмірала, військове звання, якого до цього часу в американських ВМС не існувало.
Нгадалі Фаррагут бився під час облоги Порт Гадсона. Однак, через складний характер адмірала та невиконання ним узагальненого плану атаки, нескоординований початок штурму призвів до важких втрат серед американських солдатів і матросів, та значним втратам серед кораблів. Тільки два кораблі змогли прорватися під щільним вогнем берегових батарей конфедератів і керівнику сухопутного компоненту генералу Н. Бенксу довелося битися без підтримки з моря. Тільки у липні 1863 року гарнізон форту Порт Гадсон капітулював Союзу.
5 серпня 1864 року Фаррагут виграв велику битві у затоці Мобіл, коли федеральний флот під його командуванням подолав сильно захищену мінно-артилерійську позицію конфедератів на вході в затоку, і завдав поразки конфедеративній ескадрі. Прорив флоту дозволив жителям півночі відрізати від тилів і швидко примусити форти Півдня, які захищали затоку Мобіл, до капітуляції, та повністю заблокувати затоку.
21 грудня 1864 року Фаррагуту вперше в історії американських ВМС присвоїли звання віцеадмірал.
Взимку 1865 року Фаррагут останній раз брав участь у війні, коли його послали захистити від флотилії конфедератів понтонні мости на річці Джемс.
Влітку він першим отримав заснований Конгресом чин адмірала. До кінця століття цього чину удостоїлися лише Д. Портер і Дж. Д'юї. Того ж року адмірал об'їхав кілька американських міст, в наступному — очолив ескадру, яка відвідала порти Франції, Росії, Швеції, Данії, Англії, Португалії, країн Середземного моря.
10 листопада 1868 року адмірал повернувся в Нью-Йорк. Усюди його зустрічали з пошаною. Влітку 1869 року адмірал об'їхав каліфорнійське узбережжя. Останній раз його прапор вітали, коли флотоводець прибув до Портсмута (штат Нью-Гемпшир) в гості до родича дружини, контр-адмірала Пеннока. 14 серпня 1870 року він помер від інсульту у будинку коменданта.
Поховали адмірала на кладовищі «Вудлон» у Бронксі.